# Horváth Eszter (labdarúgó)
Horváth Eszter (Budapest, 1992. május 28. –) labdarúgó, kapus. Jelenleg az MTK Hungária FC játékosa.

## Pályafutása

### Klubcsapatban
A László Kórház csapatában kezdte a labdarúgást. 2003-ban igazolt az MTK-hoz. 2007-ben mutatkozott be az élvonalban.

## Sikerei, díjai
- Magyar bajnokság
  - bajnok: 2009–10, 2010–11, 2011–12, 2012–13
  - 2.: 2007–08
  - 3.: 2008–09
- Magyar kupa
  - győztes: 2010
  - döntős: 2008, 2011